# Nieuport 21
Nieuport 21 – francuski myśliwiec z czasów I wojny światowej produkowany przez francuską wytwórnię lotniczą Nieuport.

## Historia

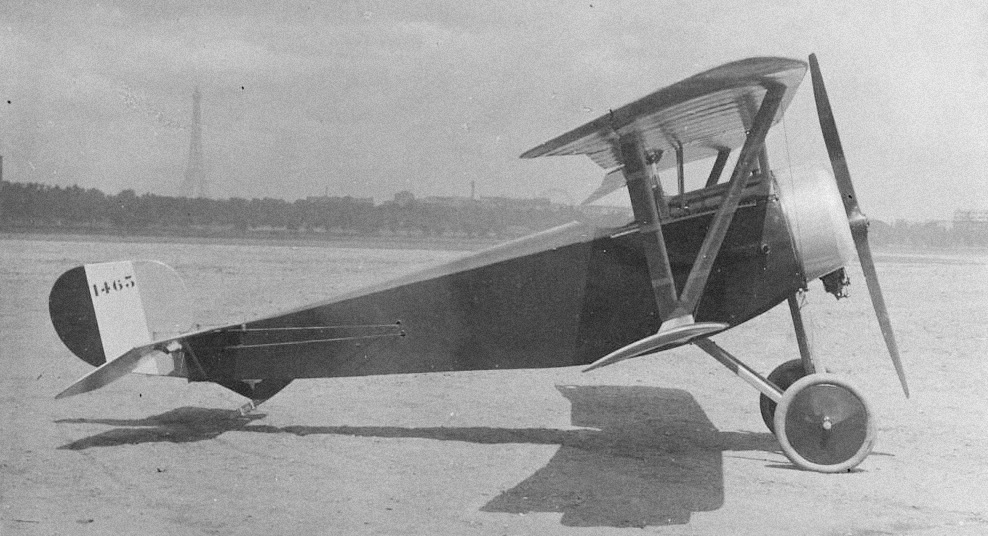
Prototyp Nieuport 21

Nieuport 21 został zaprojektowany przez Gustave Delage w 1916 roku. W samolocie został zastosowany ten sam silnik co w Nieuport 17 jednakże moc silnika była mniejsza i wynosiła 80 KM.
Myśliwiec służył na początku francuskim szwadronom myśliwskim lecz wyparty przez nowocześniejsze konstrukcje został oddany sojusznikom Francji: USA i Wielka Brytania otrzymały nieliczne egzemplarze tych maszyn wysłane m.in. dla ich marynarek wojennych. Licencja na samolot została sprzedana do Rosji. Nieuport 21 służył Rosyjskim Siłom Powietrznym podczas I wojny światowej, jak i rosyjskiej wojny domowej. Używany zarówno przez Armię Czerwoną, jak i białych. 
Po wojnie samoloty służyły jeszcze do roku 1920. Egzemplarz sprzedany fińskim siłom powietrznym służył aż do roku 1923.

## Dane techniczne
- Załoga: 1 (pilot)
- Długość: 6,0 m
- Zasięg skrzydeł: 8,16 m
- Wysokość: 2,40 m
- Waga minimalna 320 kg
- Waga maksymalna: 495 kg
- Prędkość maksymalna: 140 km/h
- Zasięg: 250 km

## Użytkownicy
- Finlandia
- Francja
- Imperium Rosyjskie
- Stany Zjednoczone
- Wielka Brytania